# 青山学院横浜英和小学校
青山学院横浜英和小学校（あおやまがくいんよこはまえいわしょうがっこう）は、神奈川県横浜市南区蒔田町にあるミッション系の私立小学校。青山学院の系属校である。

## 概要
前身を含めると神奈川県で最も古い歴史を持つ私立小学校である。
1900年（明治33年）、横浜山手48番にあった横浜英和女学校に附属年少学校（小学校）が設置される。1908年（明治41年）小学校・幼稚園が本牧上台に移転する。1923年（大正12年）小学校が蒔田に移転する。
創立当初は男女共学だったが、戦後、女子小学校となり、1974年（昭和49年）、男女共学を再開した。現在、男子と女子の比は約1:5であるが、楽しく充実した学校生活を送れるように特別な配慮がされている。
2003年小学校新校舎完成、2004年小学校新体育館完成。
2019年（令和元年）、青山学院大学と系属校化を締結する。2020年（令和2年）に校名が青山学院横浜英和小学校となった。
2021年（令和3年）12月末、アフタースクール「山手120番記念館」竣工。

## 教育理念
スクールモットー
「心を清め 人に仕えよ」
教育目標
- 神をおそれる子ども
- 人間を大切にする子ども
- 考える子ども
- やりぬく子ども

## 教育課程
- プロテスタント系メソジスト派である。
- 週5日制である。
- 青山学院横浜英和中学高校との連携授業が行われている。
- 完全給食制である。水曜日だけ「遊びの日」となり弁当となる。
- 1人の教員が指導する教科数が絞られている。1年生から聖書・英語・音楽・図工・体育、4年生以上の理科を専科教師が指導している。担任は原則として、国語・算数・生活・社会、体育の一部を指導している。
- 1クラス33名である。
- 2年に1回クラス替えが行われる[7]。
- 4年次以上の生徒は全員がクラブ活動に参加する。

## 連携
- 卒業生で一定の基準を満たした者は青山学院横浜英和中学校に推薦入学できる。約90%が推薦入学している。
- 横浜英和幼稚園との「幼小交流会」がある（5年）。

## 校名の変遷
1900年横浜英和女学校附属年少学校→1929年成美学園小学校→1996年横浜英和小学校→2020年青山学院横浜英和小学校

## 著名な卒業生
- 有島武郎 - 代表作『一房の葡萄』に在籍時の思い出が綴られている。
- 萩原千代（ピアニスト）

## 交通
- 横浜市営地下鉄ブルーライン蒔田駅 徒歩8分
- 京急本線井土ヶ谷駅 徒歩18分

スクールバスはない。